# Canepina
Canepina là một đô thị ở tỉnh Viterbo trong vùng Latium của Ý, có cự ly khoảng 60 km về phía tây bắc của Roma và khoảng 11 km về phía đông nam của Viterbo. Tại thời điểm ngày 31 tháng 12 năm 2004, đô thị này có dân số 3.104 người và diện tích là 21,0 km².
Canepina giáp các đô thị: Caprarola, Soriano nel Cimino, Vallerano, Viterbo.